# Lesbates acromii
Lesbates acromii är en skalbaggsart som först beskrevs av Johan Wilhelm Dalman 1823.  Lesbates acromii ingår i släktet Lesbates och familjen långhorningar. Inga underarter finns listade i Catalogue of Life.